# Pseudocellus cruzlopezi
Espèce
Pseudocellus cruzlopezi est une espèce de ricinules de la famille des Ricinoididae.

## Distribution
Cette espèce est endémique d'Oaxaca au Mexique. Elle se rencontre sur le Cerro Caballero.

## Description
Le mâle holotype mesure 3,70 mm et la femelle paratype 4,07 mm.

## Étymologie
Cette espèce est nommée en l'honneur de Jesús Alberto Cruz López.

## Publication originale
- Valdez-Mondragón & Francke, 2013 : Two new species of ricinuleids of the genus Pseudocellus (Arachnida: Ricinulei: Ricinoididae) from southern Mexico. Zootaxa, no 3635 (5), p. 545–556.